# Samir Zulič
Samir Zulič (8 januari 1966) is een voormalig profvoetballer uit Slovenië. Hij speelde als verdediger voor NK Koper en Olimpija Ljubljana.

## Interlandcarrière
Onder leiding van bondscoach Bojan Prašnikar maakte Zulič zijn debuut voor het Sloveens voetbalelftal op 3 juni 1992 in de vriendschappelijke interland tegen Estland (1-1). Hij speelde in totaal acht interlands, en scoorde één keer voor zijn vaderland.
| Interlanddoelpunt | Interlanddoelpunt | Interlanddoelpunt | Interlanddoelpunt  | Interlanddoelpunt | Interlanddoelpunt | Interlanddoelpunt | Interlanddoelpunt |
| №                 | Datum             | Locatie           | Wedstrijd          | Goal(s)           | Score             | Uitslag           | Competitie        |
| ----------------- | ----------------- | ----------------- | ------------------ | ----------------- | ----------------- | ----------------- | ----------------- |
| 1                 | 7 april 1993      | Ljubljana         | Slovenië – Estland | 13'               | 1 – 0             | 2 – 0             | Oefeninterland    |

## Erelijst
Olimpija Ljubljana
- Landskampioen

1992, 1993, 1994, 1995
- Beker van Slovenië

1993, 1996, 2000, 2003
- Sloveense Supercup

1995